# Asger Techau
 Der er for få eller ingen kildehenvisninger i denne artikel, hvilket er et problem. Du kan hjælpe ved at angive troværdige kilder til de påstande, som fremføres i artiklen.

Asger Martin Engholm Techau er en dansk musiker, komponist og producer, født i København, opvokset i Søsum. Blev student fra Stenløse Gymnasium i 1994.
Bedst kendt som trommeslager i bandet kashmir som startede i 1990 sammen med Kasper Eistrup og Mads Tunebjerg, og senere Henrik Lindstrand.
Kashmir har udgivet 7 studiealbum, spillet et utal af turnéer i ind og udland, og vundet talrige priser gennem karrieren.
Asger Techau har med sit virke i Kashmir, arbejdet med producere som Ron Saint Germain, Tony Visconti, James Guthrie og Andy Wallace, og har indspillet med David Bowie og Lou Reed.
I 2014 spillede Kashmir deres sidste koncert på Grøn Koncert i København, hvorefter bandet satte karrieren på pause på ubestemt tid.
Parallelt med Kashmir, var Asger Techau fra 2003 til 2014 sangskriver, guitarist og forsanger i bandet Little Jimmy Reeves.
I 2016 indledte Asger Techau, med albummet Phonetics, en solokarriere i eget navn, som sanger og guitarist. Phonetics er produceret af amerikanske Mario McNulty, som bl.a. er kendt for sit årelange arbejde med David Bowie.
I 2017 udgav Asger Techau EP’en Waves indeholdende 4 sange produceret af Caspar Hesselager.

## Diskografi
Album, Kashmir
- Travelogue, 1994 (Start/Pladekompagniet)
- Cruzential, 1996 (Sony Music)
- The Good Life, 1999 (Sony Music)
- Zitilites, 2003 (Sony Music)
- No Balance Palace, 2005 (Music/BMG)
- Trespassers, 2010 (Columbia/Sony Music)
- E.A.R, 2013 (Columbia/Sony Music)

Compilation, Kashmir
- Katalogue, 2011 (Columbia/Sony Music)

EP, Kashmir
      Home Dead, 2001 (Sony Music)
- Rocket Brothers, 2003 (Sony Music)
- Extraordinaire, 2010 (Sony Music)

Live album, Kashmir
- The Aftermath, 2005 (Columbia/Sony BMG)

Film, Kashmir
- Rocket Brothers, 2003 (Zentropa)
- The Aftermath, 2005 (Columbia)

EP, Litttle Jimmy Reeves
- Bring Out The Dogs, 2005 (Playrec)

Asger Techau solo
- Phonetics, 2016 (Artpeople)
- Waves, 2017 (Arts & Crafts)
- Time, 2018 (Four Leaf Clover)

Produceret for andre
- The Eclectic Moniker - Continents (2013)
- The White Album - The Quiet Strum (2014)
- The White Album - Songs from the Sun (2017)
- Via Mala – Are We Over Now (2017)

## Privatliv
Han er gift med Frida Engholm Techau, med hvem han har 2 børn.[kilde mangler]